# Ilija Puhalo
Ilija Puhalo (Koprivnički Bregi, 1899. – 1937.). Pisac monografije o Koprivničkim Bregima pod nazivom "Bregi nekoć i sada" (Koprivnica, 1937.). Jedan od osnivača esperantskog pokreta u Podravini i jedan od najagilnijih podravskih esperantista. Između ostaloga predsjednik Kluba esperantista u Bregima prije drugoga svjetskog rata te je zaslužan za širenje esperanto pokreta po selima u okolici Koprivnice.